# 슈티글 양조장
슈티글 양조장(독일어: Stieglbrauerei)은 오스트리아의 맥주 양조장이다. 오스트리아에서 가장 흔히 볼 수 있는 맥주 브랜드로, 1492년 설립되었다. 스티글은 오스트리아의 최대 맥주 양조사인 브라우 유니온이 소유하지 않은 오스트리아에서 가장 인기 있는 맥주다.
이 양조장은 잘츠부르크 외곽에 맥주 및 맥주 제조 박물관을 운영하고 있다.